# Sveriges Television
A Sveriges Television (röviden: SVT) Svédország állami televíziója. A svéd állami műsorszórás sokban hasonlít az Egyesült Királyságban alkalmazott modellre, így az SVT is sokban hasonlít a BBC-re. Az SVT finanszírozása az adóbevételekből történik.
A Sveriges Television részvénytársasági formában működik, és egy független alapítvány, a Förvaltningsstiftelsen för Sveriges Radio AB működteti. Az alapítvány kuratóriumának tagjai a kormány által kijelölt politikusok. A műsorkészítésre szánt pénz mennyiségét a Riksdag itéli meg. 1979 óta független a Sveriges Radio-tól, de ezt megelőzően ugyanannak az entitásnak, a Sveriges Radio TV-nek voltak részei. Státuszát tekintve egy kvázi-autonóm kormányzati szerv.
1987-ig csak az SVT készített televíziós műsorokat, de 1987-ben megjelent a műholdon keresztül sugárzott TV3 is. Az SVT földi műsorszórás területén 1956-os indulásától egészen a magánkézben lévő TV4 1992-es megjelenéséig megőrizte monopóliumát. Az SVT-n a mai napig tilos a kereskedelmi reklámok vetítése, és ez alól csak a nagyszabású sportesemények szponzorációs reklámjai a kivételek. Az SVT még mindig a legnagyobb nézettségű televíziós társaság Svédországban, nézettsége eléri a 36,4%-ot.

## Csatornák
| Csatorna neve   | Tematika                                                 | Indulás dátuma       | Logó |
| --------------- | -------------------------------------------------------- | -------------------- | ---- |
| SVT 1           | országos és regionális műsorok, általános, nemzeti főadó | 1956. szeptember 4.  |      |
| SVT 2           | kultúra, dokumentumfilmek, közéleti műsorok              | 1969. december 5.    |      |
| SVT Barn        | gyermekműsorok                                           | 2002. december 23.   |      |
| Kunskapskanalen | oktatási, ismeretterjesztő műsorok                       | 2004. szeptember 27. |      |
| SVT 24          | hírműsorok                                               | 1999. március 15.    |      |